# 萨载
萨载（1720年—1786年），字厚菴，伊尔根觉罗氏，满洲正黄旗人，乾隆重臣託恩多属下，历任河道、两江总督，长于治水，谥诚恪，赠太子太保，入祀贤良祠。

## 生平
萨载之父为萨哈岱，官至镶蓝旗满洲副都统。萨载乾隆丁卯翻译举人出身，初授理藩院笔帖式，屡次升迁至江苏苏松太道，负责苏州织造事务。因果亲王弘曕低价令萨载制做绣缎朝衣，事发之后，萨载被夺官，召还京师，予主事衔。不久，朝廷授萨哈岱苏州织造，命萨载陪同辅佐。次年，朝廷改授普福为织造，授萨载为松江知府。乾隆三十年（1765年），加道衔，再度代理苏州织造。三十四年（1769年），升江苏布政使仍兼织造。三十五年（1770年），代理江苏巡抚。三十七年（1772年），转正为江苏巡抚。三十九年（1774年），河水溢出外河厅老坝口，萨载与河道总督吴嗣爵管理工事，二十天内就将工程完成，获得朝廷议叙。
四十一年（1776年），乾隆帝东巡，萨载觐见，授江南河道总督，命其与高晋勘察黄河海口淤沙。萨载提出位于王家港的海口由于地形原因难以施工，请求改于陶庄延伸处另开引水河道。同年夏天，运河及骆马湖水涨，萨载监督官吏进行防护，乾隆帝嘉奖其举措稳妥适当。此后，陶庄引河工程开始，于次年二月完成。乾隆帝发布上谕谈道，“朕屡次南巡，临阅清、黄交汇处，虑其倒灌，思引向陶庄北流。历任河臣未有能任此者。昨岁萨载奏请施工，与朕意合。据奏工竟，自此黄河离清口较远，既免黄河倒灌之虞，并收清水刷沙之益，实为全河一大关键。视齐苏勒例，予骑都尉世职。”萨载入觐时，乾隆帝命在坝上加筑新坝做双重保障，并于旧有护堤的木栏三架之上增设护栏。萨载回任后据此办理，获得嘉奖。不久，代理两江总督。四十四年（1779年），实授两江总督（前任镶黄旗满洲高晋），根据大学士阿桂奏议，修复堤坝。当年夏天，郭家渡发水，睢宁、泗州为重，邳州、宿迁、灵壁、五河次之，萨载与河道总督陈辉祖共同组织防护。起初在毛城铺、苏家山、峰山头开闸，其后将清口东西坝拆展，引河水入陶庄新河将险情稳定下来。乾隆帝对此表示“览奏深慰。”八月，丁父忧，奉命满百日后回任代理总督。
乾隆四十六年（1781年）六月，魏家庄发水。萨载上奏，“全河奔注，归入洪泽湖。清口展宽至八十丈，山盱五坝已开智、义二坝；而高堰诸地水势未消，盈堤推岸。未开三坝及车逻、昭关二坝，或坚守，或酌开，俟察勘后续奏。”乾隆帝令萨载坚守。八月，魏家庄治水工程完毕。山东巡抚国泰奏称运河积淤，水不能畅行，提议在刘老涧坝旁开水口分泄，乾隆帝命萨载前往勘察。萨载回奏道，“运河泄水宣畅，已开驼车头竹篓坝泄水入骆马湖，刘老涧九孔石闸亦过水。若议别开水口，不便使无水之区再受水患……微山湖东南两面水色澄清，沂河及骆马湖水不使涓滴入运，为运河腾空去路。永济桥孔亦无横坝拦截，水势畅消。”乾隆帝认为萨载的看法非常有条理，命国泰听从萨载指挥。
十二月，朝廷命萨载兼任代理安徽巡抚。四十七年（1782年），萨载清理泗州谢家沟、泄睢河及流入洪泽湖的杨甿各路河水；又奉命清理铜山潘家屯、刘老涧，泄水归海。萨载建议开辟张家庄、潘家屯引河，使湖水泄入黄河又多了一个途径，清廷加萨载太子少保衔。江苏巡抚吴坛提议在金坛开凿漕河，自丹徒穿句容境分水脊直达江宁。萨载因地形不适宜开凿运河表示异议，请求自镇江钱家港至江宁龙潭开辟新河等一系列措施，获得乾隆帝嘉奖。
四十八年（1783年）正月，萨载三年守丧期满，实授两江总督。同年，河南青龙冈工事完成，乾隆帝又命其移建沛县城。四十九年（1784年），江西巡抚郝硕因贪污获罪，乾隆帝责备萨载没有上疏弹劾，将其夺官留任，罚养廉银三年。五十年（1785年），漕运船只向北行进时因运中河浅被阻，至天津时候以及延误期限。乾隆帝责备萨载处置不当，降三品顶带。五十一年（1786年），萨载患足病，请求解任。乾隆帝遣太医前往看病，命官复原品，不久病卒。清廷追赠太子太保，赐祭葬，谥诚恪，入祀贤良祠。
萨载与尚书託恩多之子岳兴阿为连襟，与两淮盐政伊齡阿为儿女姻亲。萨载之子萨腾安，袭骑都尉，官至广西按察使；又一子萨荣安，曾任云南迤西道，因罪被发配戍边。
乾隆帝赐两江总督萨载和书麟的御制石碑，现存于南京煦园。

## 家庭
- 太高祖都坦。世居葉赫地方，國初來歸，巴雅爾圖同族。“正黃旗都坦，巴雅爾圖同族。其孫沙拜原任博士，曾孫薩克素原任太常寺少卿。……四世孫班第、薩載俱現任筆帖式”（據《八旗滿洲氏族通譜》卷12）。
- 高祖伊爾根覺羅氏（名不詳）。
- 曾祖沙拜。
- 祖父薩克素，原任太常寺少卿。
- 父：薩哈岱，内务府郎中兼正黄旗满洲佐领、正藍旗漢軍都統、福州將軍，著有《樗亭詩稿》32卷（選入伊福納輯《白山詩抄》）。
- 叔：萨哈齐；萨哈布，曾任口北、张北、张家口、宣化等地理事同知、粮饷同知，萨哈布时为绥远将军宗室蕴著属下；萨哈禅。
- 姐妹：数人，分别嫁宗室弘晫、永皓、亮聰、鈕祜祿氏·特清額。
- 胞弟：御史薩欣（误记反成欣萨、颀萨、锡萨），其女由乾隆皇帝指婚嫁于皇长曾孙貝子奕純（父定郡王綿德，祖父定安親王永璜即乾隆帝長子（母哲憫皇貴妃富察氏））。胞姊伊爾根覺羅氏嫁鑲黃旗滿洲鈕祜祿氏特清額（父二等果毅公策楞，胞叔一等果毅繼勇公阿里袞，祖父一等公尹德）。胞姊伊爾根覺羅氏嫁恆親王永皓。胞姊伊爾根覺羅氏繼配嫁宗室亮聰（父裕莊親王廣祿，祖父悼親王保綬，曾祖裕憲親王福全即順治帝第二子）。
- 妻：根据第一历史档案馆乾隆朝为宝相关奏折、托恩多子岳兴阿和萨载连襟奏折、《八旗通志》、《八旗满洲氏族通谱》等史料综合：萨载娶正黄旗包衣第一参领第一满洲富贵（富贵是萨载儿女亲家伊龄阿之父）佐领下人乌拉那拉氏，布颜第四子布准之长子喀尔喀玛和福晋叶赫那拉氏 (清太宗)的玄孙女，即乾隆三年举人、光禄寺笔帖式，后经鄂容安、尹继善推荐署凤台知县官南陵知县为宝（《八旗通志》记作为保、《八旗满洲氏族通谱》记作魏保）之妹，亦员外郎兼佐领二达色之堂妹（二达色在富贵之前任该支佐领，见《八旗通志》）。同佐领下曾出同族康熙通嫔，该佐领亦曾被为宝的同科举人兴国 (乾隆进士)家管理。萨载妻子的姐妹那拉氏嫁尚书托恩多之子岳兴阿。该那拉氏同族曾有清太祖大妃阿巴亥、清太宗繼妃、康熙通嫔、惠妃、雍正孝敬宪皇后。萨载妻曾患胃岩,萨载请德杏堂创始人吴蓟为其治病。乾隆四十六年，乾隆指婚萨载侄女伊尔根觉罗氏与皇长曾孙奕纯，萨载感恩奏折谢乾隆赏给自己妻子和妻子母亲物品。
- 妻：萨载妻乌拉那拉氏世系如下：乌拉国主布颜-布准（布颜第四子）-喀尔喀玛（族谱记载噶兰满，布准长子，死后其妻被努尔哈赤赐给皇太极即福晋叶赫那拉氏 (清太宗)，其胞弟哲辰或轍臣为通嫔高祖，乌拉那拉氏族谱上亦有同世同名喀尔喀玛，为禄穆把之子，非此人亦混淆。）-钟内（亦钟鼐，喀尔喀玛长子，御前侍卫、昭陵关防官、一等轻车都尉。钟鼐生子六，长子乌什亦伍什官太常寺卿，次子七品官佛保，三子图思，四子七品官哈穆思加，五子额尔格，六子桑额）-乌什（亦伍什，钟鼐长子，承袭轻车都尉，礼部侍郎衔，官太常寺卿。乌什弟七品官佛保生三子：膳房总领伊楞亲亦伊麟钦、护军常龄亦常琳、常兴）-麻色 （乌什生五子，长子恭刚和其子城守尉奇克敦袭轻车都尉、次子色特里、三子扎斯亦查史、四子通判索尔乌，五子员外郎玛色亦麻色、麻塞）-萨载妻和兄知县为宝（亦魏保、为保，麻色过继色特里子，即萨载妻兄，乾隆三年举人，官南陵知县，族谱记作举人周保，乃闱保之误，其堂兄即扎斯之子员外郎兼本支佐龄二达色亦拉达色）。萨载妻子的隔旗同辈有查郎阿、和硕额驸兴德，但已出五服。
- 子：薩騰安，襲騎都尉，廣西按察使。妻索綽絡氏（父內務府正白旗滿洲、乾隆壬申恩科進士德風，胞叔乾隆丁巳科進士德保）。
- 子：次子薩榮安（亦萨云安），嘉慶朝雲南迤西道，緣事革職，發軍台效力。
- 孫：薩爾吉鼐，襲騎都尉，三等侍衛；薩爾吉泰,内閣中書；薩爾吉祥，鑾儀衛筆帖式，后中嘉庆22年进士。
- 亲戚：薩載和託恩多子岳興阿為連襟(第一历史档案）、薩載與伊齡阿為兒女親家（故機023285）。伊齡阿家又与普福家有姻亲。普福（康熙四十六年生，乾隆三十三年卒），徐氏，护军常有之弟，乾隆癸未进士祥庆之父。

## 萨载墓
萨载墓在北京朝阳区楼梓庄，墓丘早已平覆。《北京圖書館藏中國歷代石刻拓本匯编》目录有薩載墓碑拓片214X82cm一张 （满汉）， 乾隆五十一年十一月(1786．12)首题：晋赠太子太保原任两江总督萨载谥诚恪碑文，来自北京朝阳区广渠门外楼梓庄村，北图藏品。